# Labyrinthe in Irland

Klassisches oder kretisches Labyrinth

Historische Labyrinthe in Irland sind nur in wenigen Exemplaren bekannt, die zumeist mit Kirchen und Klöstern in Verbindung stehen.

## Hollywood Stone
Ein frühes Beispiel eines Labyrinths in Irland scheint der Hollywood Stone zu sein, ein großer Felsblock mit einem klassischen Labyrinth von 73 cm Durchmesser. Er wurde 1908 in Lockstown Upper etwa 4 km südöstlich von Hollywood im County Wicklow von einer Jägergruppe entdeckt. Von den Archäologen dieser Zeit wurde er als wahrscheinlich bronzezeitlich eingestuft und im Jahre 1925 im Nationalmuseum in Dublin eingelagert. Helmut Birkhan datierte das Muster in die Frühbronzezeit. Der Felsbrocken ist etwa 1,2 m hoch, 0,9 m breit und 08 m tief. Ein kleiner Teil des Labyrinths ist abgebrochen.
Der Stein stand ursprünglich wohl neben der St. Kevins Road, einem Pilgerweg, der von Hollywood durch die Wicklow Mountains zum Kloster Glendalough führt, das Mitte des 6. Jahrhunderts n. Chr. von St. Kevin gegründet worden sein soll. Das Labyrinth auf dem Felsen ist kaum zu datieren. Die Scharfkantigkeit der Schnitzerei und der ehemalige Standort deuten allerdings darauf hin, dass er den Beginn der Pilgerstraße markierte. Als solcher stammt er wahrscheinlich aus der frühchristlichen oder mittelalterlichen Periode (550–1400 n. Chr.), laut Peter Harbison (Harbison, 1991) eher aus dem früheren Abschnitt.

## St. Michael Cross
Im Jahre 1998 erstmals erwähnt wird das Labyrinth auf der Nordseite der Basis des St. Michael Kreuzes der Klosteranlage auf dem Rock of Cashel. Heute ist es zum Schutz in die „Hall of the Vicar's Choral“ versetzt worden. Das vor allem auf der unteren Hälfte stark abgewitterte Schnitzwerk von 73 cm Durchmesser wurde ursprünglich als konzentrische Kreise interpretiert. Mit exakter Ausleuchtung sind jedoch die Überreste eines komplexen mittelalterlichen Labyrinths, mit wahrscheinlich ursprünglich 15 Umgängen, mit dem Zugang auf der linken Seite zu erkennen. Eine Figur in der Mitte ist vielleicht die Darstellung des Minotaurus. Es stammt vermutlich aus dem 12. Jahrhundert, Harbison verbindet es mit der Synode von Cashel.
Wenn die Schnitzerei zusammen mit dem ins 12. Jahrhundert datierten Kreuz entstanden ist, so ist sie älter als die Labyrinthe in den gotischen Kathedralen Frankreichs, aber zeitgleich mit denen in italienischen Kirchen und Kathedralen und vielen Handschriften. Die Form des Labyrinths erinnert an eine zeitgenössische Kopie im Liber Floridus (Buch der Blumen) das vom Kanonisten Lambert de Saint-Omer (etwa 1060–1125) geschaffen wurde.

## St. Lawrence Church in Rathmore
Ein weiteres in Stein gehauenes Labyrinth mit elf Umgängen und einem Design, das im Mittelalter in Kirchen und Kathedralen in ganz Europa häufig ist, wurde 1931 zwischen den Ruinen der St. Lawrence-Kirche in Rathmore in County Meath gefunden.
Es ist in die Innenwand nahe der Kirchentür eingesetzt worden. Das Labyrinth hat 36 cm Durchmesser und ist fein geschnitzt. Sein Zweck und seine Lage innerhalb der Kirche sind unbekannt. Es stammt aus der Mitte des 15. Jahrhunderts, als die Kirche von Sir Thomas Fitz-Christopher Plunket (1407–1471), der hier mit seiner Frau begraben liegt, gebaut wurde.

## Bridgetown House, Castletownroche
Ein weiteres Labyrinth stammt aus Bridgetown House, einem großen Bauernhof im Süden von Castletownroche im County Cork. Es wurde mit Kieselsteinpflaster in den Boden der Küche des Bauernhauses gelegt. Die Markierungen des 1,68 × 1,37 m großen Labyrinths wurden durch Einlegen größerer, abgeflachter Steine gebildet, die im Winkel zu den kleineren Steinen des Hintergrundes verlegt sind. Das Design ist das am weitesten verbreitete der klassischen Art, mit sieben konzentrischen Umgängen.
Im 1782 erbauten Bauernhaus fand in den 1790er Jahren eine Hochzeit statt. Am Höhepunkt des Festes brach der Holzboden zusammen, als Leute in der Küche tanzten, und alle stürzten in den Keller. Offenbar wurde niemand ernsthaft verletzt, aber der Keller wurde verfüllt und Joe Knott legte darauf einen Pflasterboden an. Im Laufe der Jahre wurde der Boden unregelmäßig und während der 1960er Jahre ließ der Besitzer einen Estrich über das Pflaster gießen. Der Wert des Bodens wurde erkannt und man hatte die Weitsicht, das Labyrinth zu fotografieren und mit Plastikplanen und Sand abzudecken, bevor der Estrich gegossen wurde. Damit sollte es möglich sein, das Labyrinth in Zukunft wieder freizulegen.

## Ballynavortha

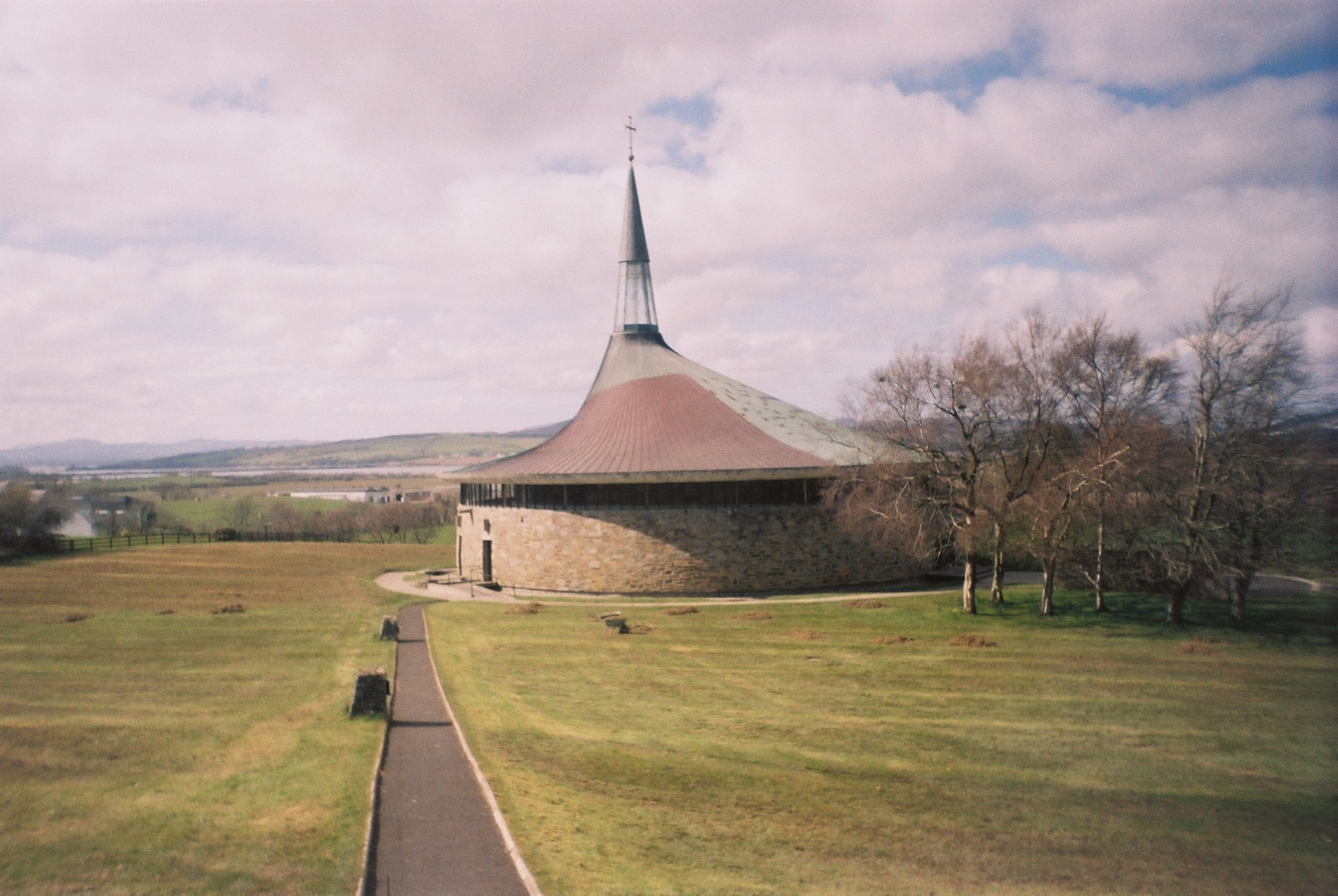
Rundkirche von Burt in Donegal

Auf einem Acker in der Gemeinde Ballynavortha wurde ca. 1957 ein Rasenlabyrinth durch eine Handskizze dokumentiert. Es war lokal als die "Walls of Troy" (Trojaburg) bekannt und ist heute ausgepflügt. Es war etwa quadratisch (nach den Maßangaben auf der Skizze umgerechnet 24,4 × 26,4 m). Die Skizze der überwachsenen Umgänge ist schwierig zu interpretieren. Es scheint sechs oder sieben Umgänge gehabt zu haben. Es ist undatiert. Manning nimmt an, dass es vermutlich Teil einer Gartenanlage aus dem 18. oder 19. Jahrhundert war.
Nach Pennick sollen zwei weitere Rasenlabyrinthe in County Londonderry in Nordirland vorhanden gewesen sein.

## St. Aengus Church
Ein Beispiel für den Labyrinthgebrauch in jüngster Zeit ist die Kirche von St. Aengus in Burt in County Donegal. In den 1960er Jahren wurde diese Rundkirche nach dem Plan des eisenzeitlichen Hillforts Grianan of Aileach erbaut. Innerhalb der Kirche finden sich mehrere Labyrinthe, als bronzene Griffe auf den kupferkaschierten Türen und auf einer Tafel in einer Mauer vor der Kirche. Die Bedeutung des Motivs ist unbekannt.